# Hørsholm
 Ovo je glavno značenje pojma Hørsholm. Za druga značenja pogledajte Hørsholm (razdvojba).
Hørsholm je gradić u Danskoj. Upravno je sjedište općine Hørsholm. 
Poznate osobe iz ovog gradića su nogometaš Peter Løvenkrands, jedno vrijeme je danski hokejaški reprezentativac Niels Heilbuth živio u ovom gradiću.